# Via ofenziva
Via Ofenziva je slovenski novovalni rock/postpunk sastav iz Ljubljane. Djelovao je u prvoj polovici 1980-ih. Glazbeno su djelovali pod utjecajem punka i postpunka.
Članovi sastava bili su Esad Babačić, Zoran Železnik, Ivo Frančič, Robert Fritsch (Frič) (poslije svirao u blues, boogie i rock'n'roll sastavu Don Mentony Bandu)
Početne dane karijere napravili su u kultnom disko klubu FV-u.
U FV-u je djelovala Borghesia i Buldožerji, zatim Čao Pičke, a kasnije Orkester Titanik, D'pravda, Otroci socializma, Gas't'rbajtr's (pozniji Demolition Group), Disciplina kičme, Videosex, O!kult i dr.
Objavili su 1983. split izdanje zajedno  s Čao Pičke. Pjesme us bile na A strani kazete: Da Ti Rasfukam, Moj Pir, Okna, Mrtvi Igralci, Minimalni Ritem, Po Mojoj Lijevoj Nozi, Jugoslavija, Proleter i Lily Marlen. Album je objavila založba ŠKUC (Študentski kulturni center) koja je objavila ploče Laibachu i punk sastavima kao što je Borghesia. 2006. su objavili kompilacijski CD.
Sastavi kao Čao Pičke, Niet, Via Ofenziva, Berlinski zid, U.B.R., Šund, Kuzle,  Buldogi, Lublanski psi, Otroci socializma, Tožibabe, Indusbag,O!Kult, Odpadki Civilizacije, spadsaju u kremu slovenskog punka.
Pjesma ovog sastava Proleter jedna je od najvećih hitova slovenskog punka.
Pjesme Videti jih i Kontroliram misli nalaze se na kompilaciji ZKP RTVLJ Novi Punk Val iz 1981. godine.

## Vanjske poveznice
E-arhiv Produkcija: FV Video / Å kuc - Forum, 1983
Dokument živahnega subkulturnega dogajanja v Disku FV, zbirališču ljubljanske alternativne scene in prizorišču nastopov najbolj udarnih bendov tistega časa. Predstavljeni so bendi: O!Kult, Grč, Titanic, Via ofenziva, Gastarbajter's, Marcus 5, Borghesia, Otroci socializma, Čao pičke, Videosex in Gustaf i njegovi dobri duhovi.